# Saint-Pantaléon-de-Larche
Saint-Pantaléon-de-Larche is een gemeente in het Franse departement Corrèze (regio Nouvelle-Aquitaine). De gemeente telde 5.006 inwoners op 1 januari 2022. De plaats maakt deel uit van het arrondissement Brive-la-Gaillarde.

## Naam
Tot de 12e eeuw stond de plaats bekend als Saint-Pantaléon-du-Rot. De plaats werd genoemd naar de heilige Pantaleon, een martelaar uit Klein-Azië gestorven tijdens de christenvervolging rond het jaar 303. Volgens een plaatselijke legende zou deze heilige in de plaats zijn gestopt tijdens een bedevaart naar Compostella. Tussen 1793 en 1795 heette de plaats kort La Fraternité.

## Geschiedenis
De plaats is gegroeid langs de oever van de Vézère. Voor de bouw van verschillende bruggen in de 19e eeuw, waren er vier overzetplaatsen in de gemeente, waar reizigers en goederen met een pont over de rivier werden gebracht. Op de rivier werd er ook gevist.

## Bezienswaardigheden
Het kasteel van Cramier werd gebouwd in de 15e eeuw. De kerk heeft romaanse elementen behouden uit een eerste bouwfase, maar is grotendeels 15e-eeuws. Het gemeentehuis werd gebouwd tussen 1904 en 1906. Het gebouw van de Corderie Palus, een werkplaats waar sinds 1908 op traditionele wijze touwen worden gemaakt, is 280 meter lang. De touwen worden onder andere gebruikt in zeilschepen.

## Geografie
De oppervlakte van Saint-Pantaléon-de-Larche bedroeg op 1 januari 2022 23,47 vierkante kilometer; de bevolkingsdichtheid was toen 213,3 inwoners per km².
De Vézère stroomt door de gemeente. En de autosnelweg A89 loopt door de gemeente.
De gemeente grenst in het oosten aan de stad Brive-la-Gaillarde.
De onderstaande kaart toont de ligging van Saint-Pantaléon-de-Larche met de belangrijkste infrastructuur en aangrenzende gemeenten.

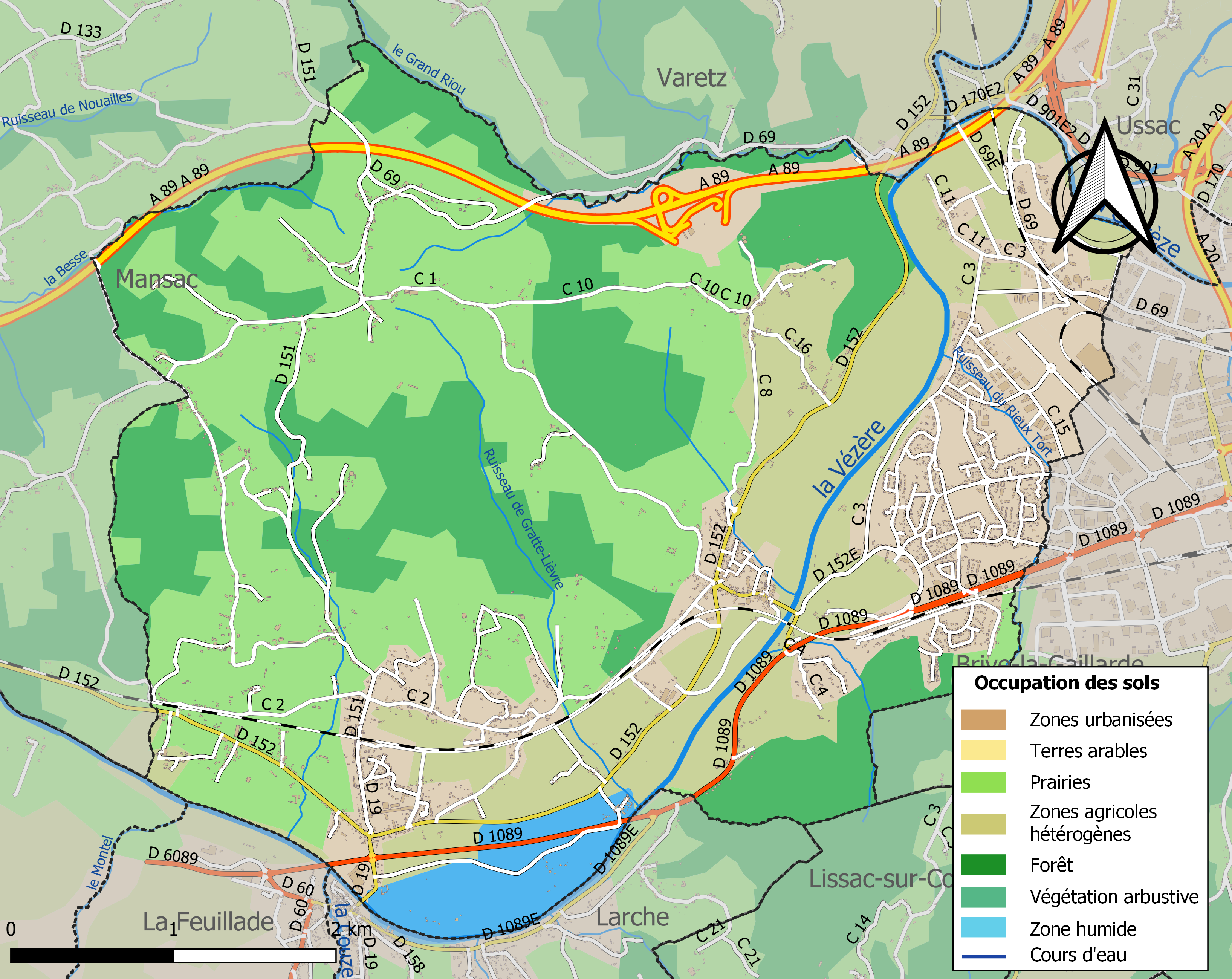

## Demografie
Onderstaande figuur toont het verloop van het inwonertal (bron: INSEE-tellingen).

## Geboren
- Charles d'Orimont de Feletz (1767-1850), bibliothecaris
- Annet Antoine Couloumy (1770-1813), generaal